# Rajczy Mihály
Rajczy Mihály (Mezőcsát, 1817 – ?, 1869?) magyar fazekasmester, a mezőcsáti és az alföldi fazekasság egyik legeredetibb egyénisége.

## Munkássága
Új, egyéni stílusokat bontakoztatott ki pálinkás butellákon, miskakancsókon és tálakon, amelyeknek hasáb alakjuk van. Ez a stílus az ottani, helyi fazekasok későbbi generációit is nagy erővel befolyásolta, ezzel voltaképpen megadta a mezőcsáti kerámia stílusjellegét. Legfőbb munkái különösen emlékezetesek, amelyek a fazekasmester tálakra, vagy butellákra írt, karcolt, csőrükben virágot tartó visszaforduló madáralakjai, kitárt szárnyakkal.